# Апостольская префектура Баоцзина
Апостольская префектура Баоцзина (лат. Praefectura Apostolica Paokingensis) — апостольская префектура Римско-Католической церкви с центром в городе Баоцзин, Китай. Апостольская префектура Баоцзина распространяет свою юрисдикцию на часть провинции Хунань. Апостольская префектура Баоцзина подчиняется непосредственно Святому Престолу.

## История
3 июня 1938 года Римский папа Пий XI издал буллу Ad Christi nomen, которой учредил апостольскую префектуру Баоцзина, выделив её из апостольской префектуры Линлина. Пастырское попечение апостольской префектурой Баоцзина было поручено монахам из монашеского ордена францисканцев.

## Ординарии апостольской префектуры
- священник Ladislaus Lombos (3.06.1938 — 1963);
  - Sede vacante — с 1963 года по настоящее время.

## Источник
- Annuario Pontificio, Libreria Editrice Vaticana, Città del Vaticano, 2003, ISBN 88-209-7422-3
- Булла Ad Christi nomen, AAS 30 (1938), стр. 325  (лат.)